# 서말구
서말구(徐末九, 1955년 5월 25일 ~ 2015년 11월 30일)는 대한민국의 육상 단거리 달리기 선수였다.

## 생애

### 출생, 선수 시절
1955년 5월 25일 울산 동구 방어동 화암마을에서 태어난 서말구는 울산고 1학년 때 육상에 입문, 동아대 1학년인 1975년 국가대표 상비군으로 뽑혔으며, 1978년 아시안 게임 남자 100m에서 동메달을 획득하였다. 1979년 9월 9일 멕시코 멕시코시티에서 열린 유니버시아드 대회에서 10초34의 100m 대한민국 기록을 세웠다. 이 기록은 2010년 6월 김국영이 10초31로 당기기 전까지 무려 31년 동안 최고 기록으로 남아 있었다.

### 야구 코치 생활
그는 1984년부터 1987년까지 롯데 자이언츠의 코치이기도 했다. 코치 생활 중 몇 번 간간히 선수 명단에 이름을 올렸으나, 실제로는 한 경기에도 나서지 못했다. 구단에서는 그의 빠른 발을 이용하고자 했으나, 투수의 움직임에서 빈틈을 찾아내거나 야수를 기만하는 등의 주루기술이 부족했기 때문이었다. 그는 선수로서는 가치가 없었으나, 대신 장점을 살려 코치로서 선수들의 주력을 극대화했다고 한다.

### 말년
2010년에 뇌졸중으로 쓰러진 후, 꾸준히 재활을 받았으며 5년 뒤인 2015년 심장마비로 사망하였다.

## 학력
- 울산고등학교
- 동아대학교 체육학 학사
- 동아대학교 대학원 체육학 석사
- 동아대학교 대학원 체육학 박사과정 수료

## 방송 출연
- 1995년 MBC 《그 사람 그 후》

## 가족 관계
- 배우자: 김순덕
  - 아들: 서영준
  - 딸: 서유진
    - 사위: 이진욱